# Коньчиці-Малі
Коньчиці-Малі (пол. Kończyce Małe) — село в Польщі, у гміні Зебжидовиці Цешинського повіту Сілезького воєводства.
Населення — 3327 осіб (2011).
У 1975-1998 роках село належало до Катовицького воєводства.

## Демографія
Демографічна структура станом на 31 березня 2011 року:
|          | Загалом | Допрацездатний вік | Працездатний вік | Постпрацездатний вік |
| -------- | ------- | ------------------ | ---------------- | -------------------- |
| Чоловіки | 1602    | 370                | 1053             | 179                  |
| Жінки    | 1725    | 351                | 992              | 382                  |
| Разом    | 3327    | 721                | 2045             | 561                  |